# 宮川賢のまつぼっくり王国
『宮川賢のまつぼっくり王国』（みやかわまさるのまつぼっくりおうこく）は、東北放送（TBCラジオ）ほかで放送されているラジオ番組。2006年10月8日、『宮川賢のまつぼっくり小国』（みやかわまさるのまつぼっくりしょうこく）として放送開始。2009年4月5日放送分より、更なるネット局拡大に伴い、番組名を『宮川賢のまつぼっくり王国』に変更した。

## 概要
パーソナリティの宮川賢が、世のお父さんのために送るチョイ悪オヤジ育成番組で、番組当初のコンセプトは、
であった。
同名の前身番組『宮川賢のまつぼっくり王国（生放送版）』の名残で、宮川は「王様」と呼ばれている。
東北6県ネットとなって初めての放送（東北放送での2008年4月6日放送分）によると、この番組は宮川の個人事務所兼スタジオ（大塚レ・サマースタジオ）で収録し、東北放送東京支社（東京都中央区銀座）にMOで納品していたが、2020年2月の放送でデータ納品になったことが発表された。また、妻の実家のある秋田県に向けて自分の仕事の一端を示すことができると抱負を語っている。

## 番組の流れ
- オープニングトーク
  - 主に宮川の日常に起こった出来事などを語るが、番組の大半をこのトークに費やすこともある。
- 「タイトルコール」
- 曲
- 【CM】
- チョイ悪大喜利
  - 大喜利のお題は番組ホームページで公開されており、回答はメールだけでなく番組ホームページでも受け付けている。
- 普通のお便り（ふつおた）
  - 以前のコーナーの名残で、メールの内容に対して「良きパパ」「普通のパパ」「ダメなパパ」の3種類のジングルのいずれかが鳴る。
- 曲
- エンディング

### 以前の流れ
- 旧オープニング
  - まつぼっくり王国の民（主に劇団員）が日頃の自分の悩み相談を王様に持ちかけ、王様が自ら解決。
  - 番組の出だしは必ず｢王様！｣と言う呼びかけから始まることが、お約束になっていた。
- 「タイトルコール」
  - タイトルコール後の前半は、宮川の日々日常に起こった出来事をフリートークする。
- 曲→CM
- 中盤では家庭や職場で起こり得るシチュエーションを設定し、年ごろの娘や後輩OLとどうやったらうまくやっていけるかをブレインストーミングしながら探っていく、ひとり大喜利のようなコーナーがあった。『宮川賢のおはよう!スプーン』が終了した頃からリスナーに回答を募るようになった。
- 「お父さん頑張って〜!」のコーナー
  - 番組当初はチョイ悪オヤジを目指しながらも、家庭を大事にするナイスなパパでいたい、そんな家族サービスにまつわるeメールをリスナーから募集し、宮川がイケてるお父さんかどうかを判定し「良きパパ、普通のパパ、ダメなパパ」のいずれかに認定していた。時が経つにつれ家族サービスに関する以外の内容も取り上げられるようになった。
- 曲→エンディング

## 公開収録
2013年7月最終週は、7月21日に行われた「TBC夏まつり」のイベントとして、Wコロンと一緒に『Wコロンの黄昏ラジオ GO!GO!スピーク』の番組と公開合同録音の模様を放送した。ただし、東北放送はプロ野球中継（ナイター）による番組編成変更の影響を受けて番組が休止となり、後日この回のみ公式サイトで配信する対応を取った。
以後、毎年「TBC夏まつり」で公開録音が行われている。

## ネット局
2024年4月時点（6局ネット）
| 放送対象地域 | 放送局      | 放送日時           | 放送開始日    | 備考   |
| ------------ | ----------- | ------------------ | ------------- | ------ |
| 宮城県       | 東北放送    | 月曜 23:20 - 23:50 | 2006年10月8日 | 制作局 |
| 岩手県       | IBC岩手放送 | 日曜 21:00 - 21:30 | 2008年4月     |        |
| 富山県       | 北日本放送  | 水曜 21:30 - 22:00 | 2014年4月5日  | [ 2 ]  |
| 石川県       | 北陸放送    | 日曜 20:00 - 20:30 | 2016年4月3日  |        |
| 高知県       | 高知放送    | 木曜 12:00 - 12:30 | 2021年4月1日  |        |
| 熊本県       | 熊本放送    | 金曜 23:00 - 23:30 | 2022年10月7日 |        |

### 過去のネット局
- 長崎放送（2010年10月 - 2011年3月）
- ラジオ福島（2008年4月 - 2011年9月）
- 中国放送（2009年4月 - 2013年3月）
- 山形放送（2008年4月 - 2014年6月、2014年10月 - 2015年3月）
- アール・エフ・ラジオ日本（2010年4月 - 2017年9月）
- 秋田放送（2008年4月 - 2017年12月）
- KBS京都（2010年4月 - 2018年3月）
- 信越放送（2020年3月31日 - 2021年9月21日）
- 青森放送（2008年4月 - 2022年3月28日）

## 前身番組
- 宮川賢のまつぼっくり王国 （2005年10月9日 - 2006年3月26日、日曜 17:25 - 19:30）

仙台市からの生放送だった。コンセプトは『まつぼっくり小国』・現在の『王国』とほぼ同じであるが、自動車販売会社が提供の車に関するコーナーや、日曜の夜に働いている人に生電話するコーナーもあった。番組ホームページ（リンク切れ）もあった。「侍女」と呼ばれるアシスタントもいた。一番長く勤めた人物が、当時東北放送のアナウンサーだった大徳絵里。担当ディレクターは佐藤健一。『小国』を経て、現在はこのタイトルへ回帰する形となった。
- 宮川賢のニュース穿ち節 （2006年4月3日 - 9月25日、月曜 18:30 - 19:00）

内容は宮川が以前からTBSラジオで放送していた『夜な夜なニュースいぢり X-Radio バツラジ』に近くなった。録音になり侍女もいなくなった。番組ホームページもなくなった（『まつぼっくり小国』にも無い）。
なお、東北放送は2008年3月31日より最終回までの半年間『バツラジ』をネットした。
- 宮川賢のまつぼっくり小国 （2006年10月8日 - 2008年3月29日、日曜 18:00 - 18:30〔4月 - 9月〕、17:30 - 18:00〔10月 - 3月〕）

内容は上記のとおり。当初は宮城県域放送だったが、2008年4月より東北6県ネットとなった。
東北放送では『TBCパワフルベースボール』の放送に伴い、『ミュージックギフト〜音楽・地球号』の放送時間が半年毎に変動する影響で、当番組も放送時間が変動していた。